# Log Cabin
Log Cabin è un centro abitato degli Stati Uniti d'America situato nella contea di Henderson dello Stato del Texas.
La popolazione era di 714 persone al censimento del 2010.

## Geografia fisica
Log Cabin è situata a 32°13′24″N 96°01′21″W (32.223427, -96.022415).
Secondo lo United States Census Bureau, ha un'area totale di 1,1 miglia quadrate (2,8 km²).
La comunità, e la vicina Caney City, si trovano su una penisola nella parte sud-est della Cedar Creek Reservoir.

## Società

### Evoluzione demografica
Secondo il censimento del 2000, c'erano 733 persone, 303 nuclei familiari e 206 famiglie residenti nella città. La densità di popolazione era di 691,3 persone per miglio quadrato (267,0/km²). C'erano 548 unità abitative a una densità media di 516,8 per miglio quadrato (199,6/km²). La composizione etnica della città era formata dal 96,59% di bianchi, l'1,09% di afroamericani, lo 0,82% di nativi americani, lo 0,68% di asiatici, lo 0,55% di altre razze, e lo 0,27% di due o più etnie. Ispanici o latinos di qualunque razza erano il 2,73% della popolazione.
C'erano 303 nuclei familiari di cui il 27,1% aveva figli di età inferiore ai 18 anni, il 54,5% aveva coppie sposate conviventi, l'11,6% aveva un capofamiglia femmina senza marito, e il 31,7% erano non-famiglie. Il 26,4% di tutti i nuclei familiari erano individuali e il 12,2% aveva componenti con un'età di 65 anni o più che vivevano da soli. Il numero di componenti medio di un nucleo familiare era di 2,42 e quello di una famiglia era di 2,90.
La popolazione era composta dal 24,0% di persone sotto i 18 anni, il 5,9% di persone dai 18 ai 24 anni, il 24,1% di persone dai 25 ai 44 anni, il 25,2% di persone dai 45 ai 64 anni, e il 20,7% di persone di 65 anni o più. L'età media era di 42 anni. Per ogni 100 femmine c'erano 98,6 maschi. Per ogni 100 femmine dai 18 anni in giù, c'erano 98,9 maschi.
Il reddito medio di un nucleo familiare era di 24.438 dollari e quello di una famiglia era di 28.125 dollari. I maschi avevano un reddito medio di 17.188 dollari contro i 15.875 dollari delle femmine. Il reddito pro capite era di 14.364 dollari. Circa il 23,6% delle famiglie e il 28,4% della popolazione erano sotto la soglia di povertà, incluso il 40,3% di persone sotto i 18 anni e il 13,5% di persone di 65 anni o più.